# Wladimir Wiktorowitsch Krjukow

Grabstätte von Wladimir Krjukow und Lidija Ruslanowa (2015)

Wladimir Wiktorowitsch Krjukow (russisch Владимир Викторович Крюков; * 3.jul. / 15. Juli 1897greg. in Buturlinowka; † 16. August 1959 in Moskau) war ein sowjetischer Kavallerie-Offizier, während des Zweiten Weltkriegs stieg er zum Generalleutnant auf.

## Leben
Krjukow trat 1918 während des Russischen Bürgerkrieges in die Rote Armee ein.
Im Sowjetisch-Finnischen Krieg war er ab Februar 1940 Kommandeur des Schützen-Regiment 306, dann ab Mai 1940 Kommandeur der 8. Infanterie-Brigade. Nach dem Dekret des Volkskommissariats der UdSSR wurde ihm am 4. Juni 1940 der Rang eines Generalmajors zuerkannt. Am 11. März 1941 übernahm er das Kommando über die 198. motorisierte Schützendivision in Karelien.

### Im Deutsch-Sowjetischen Krieg
Ende Juni 1941 verlegten seine Truppen im Kampf gegen die finnische Armee in den Raum nordöstlich von Wyborg. Nach schweren Verlusten wurde seine Division ab 20. August über den Ladoga-See evakuiert und ab 17. September zur 198. Schützen-Division umorganisiert. Vom 12. Januar bis 3. Februar 1942 führte er bei der Westfront das 10. Kavallerie-Korps, danach ab 6. März das 2. Garde-Kavalleriekorps.
Im April 1942 lernte er bei einem Konzert in Wolokolamsk die Sängerin Lidija Andrejewna Ruslanowa kennen, die er bald darauf heiratete. Im November 1942 nahm sein Kavalleriekorps im Raum Bjeloje an der Operation Mars teil. Von Februar bis März 1943 erreichte die Kavalleriegruppe Krjukow während der Dmitrijew-Sewsker-Operation einen Durchbruch, wurde im deutschen Hinterland abgeschnitten und erlitt beim Rückzug auf Sewsk schwere Verluste. Am 20. Juli 1944 übernahm er im Zuge der Lublin-Brester Operation im Bereich der 1. Weißrussischen Front das Kommando der mechanisierten Kavallerie-Gruppe Krjukow (2. Garde-Kavallerie- und 11. Panzerkorps), die über den westlichen Bug vorging und die polnische Grenze erreichte. Generalleutnant Krjukows Kavallerieverbände operierten Anfang 1945 unter Marschall Rokossowskij bei der Weichsel-Oder-Operation und in der Schlacht um Ostpommern. Mitte Januar 1945 überquerten seine Truppen die Pilica und hatten einen entscheidenden Anteil bei der Befreiung von Warschau. Das Präsidiums des Obersten Sowjets der UdSSR verlieh ihm am 6. April 1945 den Titel Held der Sowjetunion und den Lenin-Orden.

### Nachkriegszeit
Im Mai 1946 wurde er Leiter der nach Marschall Budjonny benannten höheren Kavallerieschule für Offiziere. Im Oktober 1947 wurde er stellvertretender Kommandeur des 36. Schützenkorps.
Am 18. September 1948 wurde Krjukow in Moskau verhaftet, 10 Tage später seine Gattin Lidija Andrejewna in Kasan. Die Anklage lautete auf „Aneignung von Vermögenswerten in großem Umfange“. Am 2. November 1951 wurde er zu einer 25-jährigen Haftstrafe in einem Zwangsarbeitslager verurteilt, seines großen Vermögens enteignet und aller Titel und Auszeichnungen verlustig erklärt.:S. 92ff Sein Vermögen bestand aus sehr umfangreichem Plünderungsgut u. a. aus vier Autos, davon ein Horch und zwei Mercedes, 30 alten Teppichen und einer sehr großen Menge an Schmuck aus Deutschland.:S. 103 Per Dekret des Ministerrates der UdSSR wurde er am 10. November 1952 auch seines militärischen Ranges enthoben. Nach Stalins Tod und nach Wiederaufnahme des Verfahrens wurde er im Juli 1953 rehabilitiert und am 10. August 1953 auch sein Rang als „Generalleutnant“ wieder hergestellt. Ein weiteres Dekret des Obersten Sowjets stellte am 14. August 1953 seinen Titel Helden der Sowjetunion wieder her. Im Jahr 1954 absolvierte Wladimir Krjukow Kurse an der Militärakademie des Generalstabs. Ab 1955 arbeitete er als stellvertretender Leiter der Akademie für Militärgerichtsbarkeit. 1957 trat er von seinen Ämtern zurück.

## Auszeichnungen
- drei Lenin-Orden[1]:S. 94
- Goldener Stern des Helden der Sowjetunion[1]:S. 94
- Kutusoworden[1]:S. 94
- Suworow-Orden[1]:S. 94